# Moritz von Willich
Moritz Ulrich Willich, ab 1786 von Willich (getauft am 18. Februar 1750 in Zirkow; † 5. November 1810 in Bergen auf Rügen) war Arzt, erster Landphysikus im Fürstentum Rügen und königlich schwedischer Leibarzt.

## Leben
Moritz (von) Willich entstammte der Theologenfamilie Willich aus der Mark Brandenburg und war der Sohn des 1786 in den Reichsadelsstand erhobenen evangelischen Pfarrers Philipp Georg Willich (1720–1787) in Sagard.
Willich studierte Medizin an den Universitäten Greifswald und Göttingen (Immatrikulation am 27. April 1775) und wurde in Göttingen am 11. Dezember 1776 zum Doktor der Medizin promoviert. Ab 1781 war er als Assessor des königlich-schwedischen Gesundheitskollegiums, Arzt und Geburtshelfer der erste Stadt- und Landphysikus im früheren Fürstentum Rügen mit Sitz in Bergen auf Rügen, wo er auch Leiter des Lazaretts war. Mit seinem jüngeren Halbbruder Heinrich Christoph von Willich gründete er 1794 auf dessen Grundbesitz in Sagard die „Brunnen-, Bade- und Vergnügungsanstalt“ als ersten Kurbetrieb auf der Insel Rügen, der allerdings wegen der Koalitionskriege und der französischen Besatzung nur bis 1806 bestand. Er arbeitete dort auch als Kurarzt (Brunnenarzt) und verordnete Trinkkuren sowie warme und kalte, Spritz-, Tropf-, Knie- und Fußbäder (siehe hierzu: Balneologie).
Er verfasste mehrere medizinische Schriften.
Willich war der Vater von Ehrenfried von Willich (1777–1807), Militärprediger im schwedischen Stralsund.

## Werke (Auswahl)
- Nachricht vom Gesundbrunnen zu Sagard auf Jasmund, Bergen 1795.
- Ausflucht nach der Insel Rügen durch Mecklenburg und Pommern, Berlin 1797